# Seitejauratj
Seitejauratj är en sjö i Jokkmokks kommun i Lappland och ingår i Luleälvens huvudavrinningsområde. Sjön har en area på 0,577 kvadratkilometer och ligger 410 meter över havet.

## Delavrinningsområde
Seitejauratj ingår i det delavrinningsområde (743240-162439) som SMHI kallar för Utloppet av Seitejauratj. Medelhöjden är 471 meter över havet och ytan är 5,14 kvadratkilometer. Det finns ett avrinningsområde uppströms, och räknas det in blir den ackumulerade arean 31,69 kvadratkilometer. Vattendraget som avvattnar avrinningsområdet har biflödesordning 4, vilket innebär att vattnet flödar genom totalt 4 vattendrag innan det når havet efter 265 kilometer. Avrinningsområdet består mestadels av skog (88 procent). Avrinningsområdet har 0,57 kvadratkilometer vattenytor vilket ger det en sjöprocent på 11,1 procent.